# Jaime Salvador
Jaime Salvador Valls (Barcelona, España; 4 de noviembre de 1901 - Ciudad de México, México; 18 de octubre de 1976) fue un guionista y director español, tuvo una intensa actividad en el cine nacional dentro de la época de Oro del cine mexicano.

## Biografía
En 1924 emigró a París, donde se dedicó a la distribución de películas europeas en Latinoamérica. De 1929 a 1936 trabajó en los departamentos de edición, guion y producción cinematográfica de la compañía Gaumont. En 1932 produjo la película española Mercedes, dirigida por José María Castellví.
El estallido de la guerra civil española le decidió a marcharse a Estados Unidos para concluir sus estudios de cine. Inició su actividad de cineasta en Hollywood, donde dirigió la comedia Castillos en el aire (1938), y Cuba. Al llegar a México escribió para Mario Moreno "Cantinflas" la historia del filme Ni sangre ni arena (1941). De ahí en adelante, se convirtió en su escritor de cabecera, ya que es autor de la mayor parte de la filmografía del mimo mexicano: El circo (1943), Gran hotel (1944), Soy un prófugo (1946), ¡A volar joven! (1947), Puerta, joven / Portero (1949), Venus de fuego (1949), El bombero atómico (1950), Los huéspedes de La Marquesa (¡Qué rico mambo!) (1951), El señor fotógrafo (1952), El bolero de Raquel (1956) y El analfabeto (1960), todos dirigidos por Miguel M. Delgado.
Tuvo una gran labor como director. Fue prolífico en esta modalidad que inició en 1943 con la cinta El Jorobado, 4.ª versión cinematográfica conocida, y 1.ª versión no francesa o francófona, del Jorobado -Le Bossu en francés, novela de Paul Féval en el siglo XIX-, película interpretada por Jorge Negrete.
De ahí hasta 1968 en que realizó su última película, Minifaldas con espuelas, mantuvo gran actividad en el medio: llegó a filmar hasta nueve películas por año.
Su propósito fundamental fue realizar un cine de entretenimiento; sus películas gozaron de gran éxito en taquilla: El moderno Barba azul (1946), La vida en broma (1949), Estoy tan enamorada (1954), Aquí están los Aguilar (1956) y La comezón del amor (1959).
Le escribió a Gaspar Henaine Capulina para sus series de televisión.